# لوك أوبراين
لوك أوبراين (بالإنجليزية: Luke O'Brien)‏ (11 سبتمبر 1988 بهاليفاكس في المملكة المتحدة - ) هو لاعب كرة قدم بريطاني في مركز الدفاع. لعب مع أكسفورد يونايتد وبرادفورد سيتي ونادي إكزتر سيتي وShaw Lane A.F.C. ‏ ونادي غيتزهد وThackley A.F.C. ‏ ونادي برادفورد بارك أفنيو.

## وصلات خارجية
- لوك أوبراين على موقع قاعدة بيانات كرة القدم.إي يو (الإنجليزية)
- لوك أوبراين على موقع Soccerbase.com (لاعب) (الإنجليزية)